# Лужки (Львівський район)
Лужки́ — село в Україні, у Львівському районі Львівської області. Населення становить 125 осіб. Орган місцевого самоврядування — Рава-Руська міська рада.

## Історія
Село Лужки входило до складу села і парафії Равське (колишня назва — Голе Равське). Після 1940 року стало окремим селом. В селі є церква.

## Населення

### Мова
Розподіл населення за рідною мовою за даними перепису 2001 року:
| Мова       | Кількість | Відсоток |
| ---------- | --------- | -------- |
| українська | 125       | 100%     |

## Постаті
- Тарас Карпа (17.02.1989—30.07.2014) — капітан Збройних сил України, учасник російсько-української війни, загинув поблизу м. Сніжне, Горлівського району, Донецької області. Був похований як невідомий в м. Сніжне. Перепоховали захисника 04.11.2015 на Рівнянському кладовищі в м. Кропивницький.